# Делиградски догађај
Делиградски догађај је назив за покушај проглашења кнежевине Србије краљевином. За време првог-српско турског рата 1876. постигнуто је на иницијативу великих сила фактичко примирје од десет дана (3—13. септембра) да би се повели преговори између зараћених страна око закључења формалног примирја.
Међутим, командант главне српске војске М. Г. Черњајев, био је решен да спречи мир. Сутрадан по обустави непријатељстава 4. септембра затражио је од генерала Косте Протића да код Делиграда објави војсци проглашење краљевине. Војска је одмах положила заклетву „краљу“ Милану.
Велике силе су се успротивиле и кнез је поручио Черњајеву да проглашење краљевине не може прихватити. Кнежевом изасланику Черњајев је изјавио да ће да напусти Србију заједно са руским официрима, ако кнез остане при тој одлуци. Уверавао га је да је признање великих сила непотребно, а проглашење краљевине подиже морал српске војске и народа јер „краљевина значи независност“. То је била накнада за жртве и главна добит од рата који је, по његовом мишљењу, требало наставити после примирја од два месеца. Тврдио је да ће за то време Русија пружити Србији помоћ већу него што јој је потребна.
Кнез је ипак, под притиском великих сила, изјавио да неће признати проглашење краљевине. Черњајев је одустао од своје претње, али, да би се спасао његов углед, кнежева одлука није саопштена моравско-тимочкој војсци.
Дана 16. септембра 1876. отпочела је неуспела српска офанзива, после које Черњајев напушта Србију и велике силе преузимају иницијативу у Цариграду за обуставу рата.